# Kirchner-Hof
Der Kirchner-Hof mit der Adresse Altserkowitz 19 liegt im Stadtteil Serkowitz der sächsischen Stadt Radebeul, am Anger Altserkowitz der alten Dorflage.

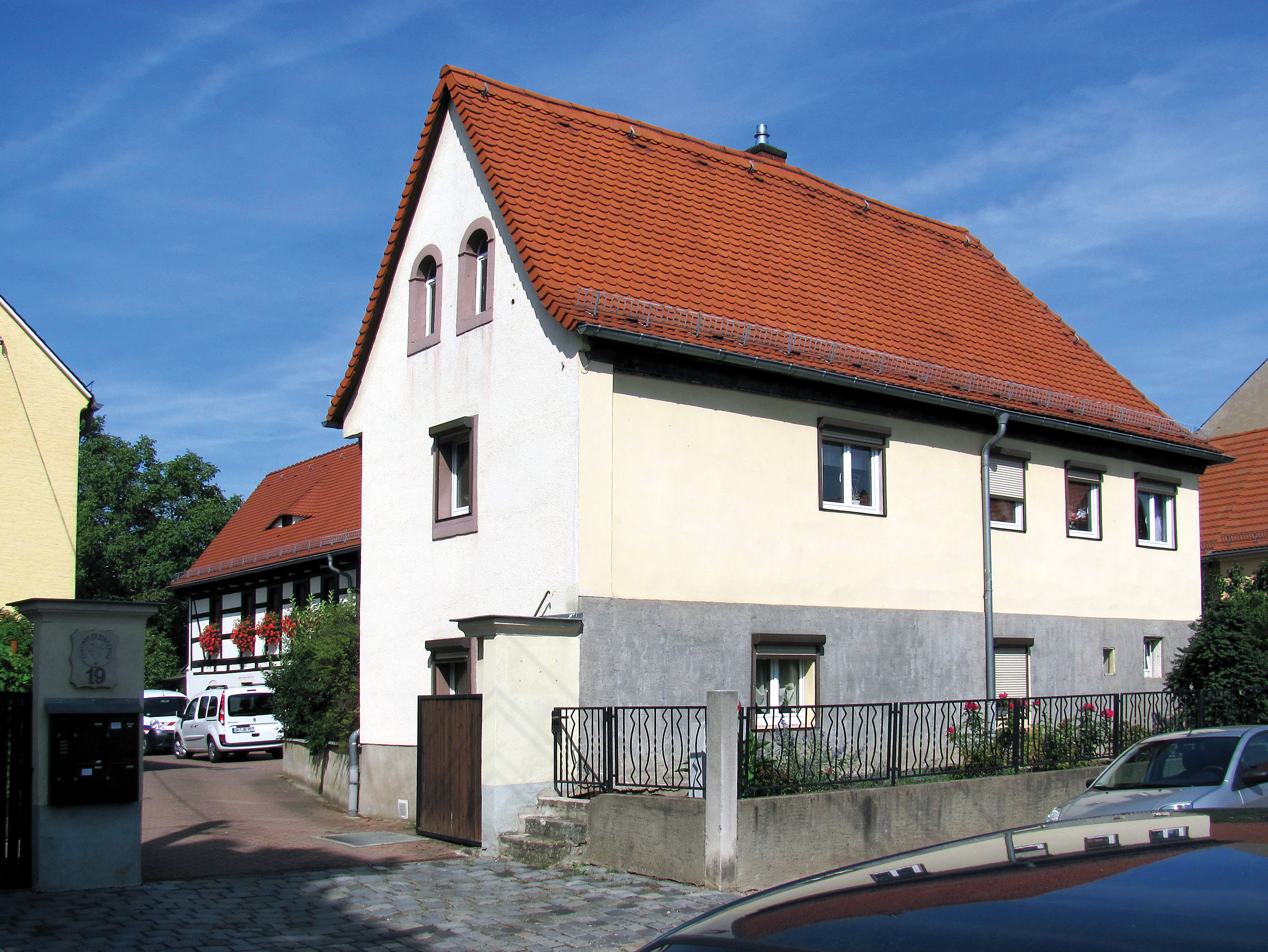
Kirchner-Hof

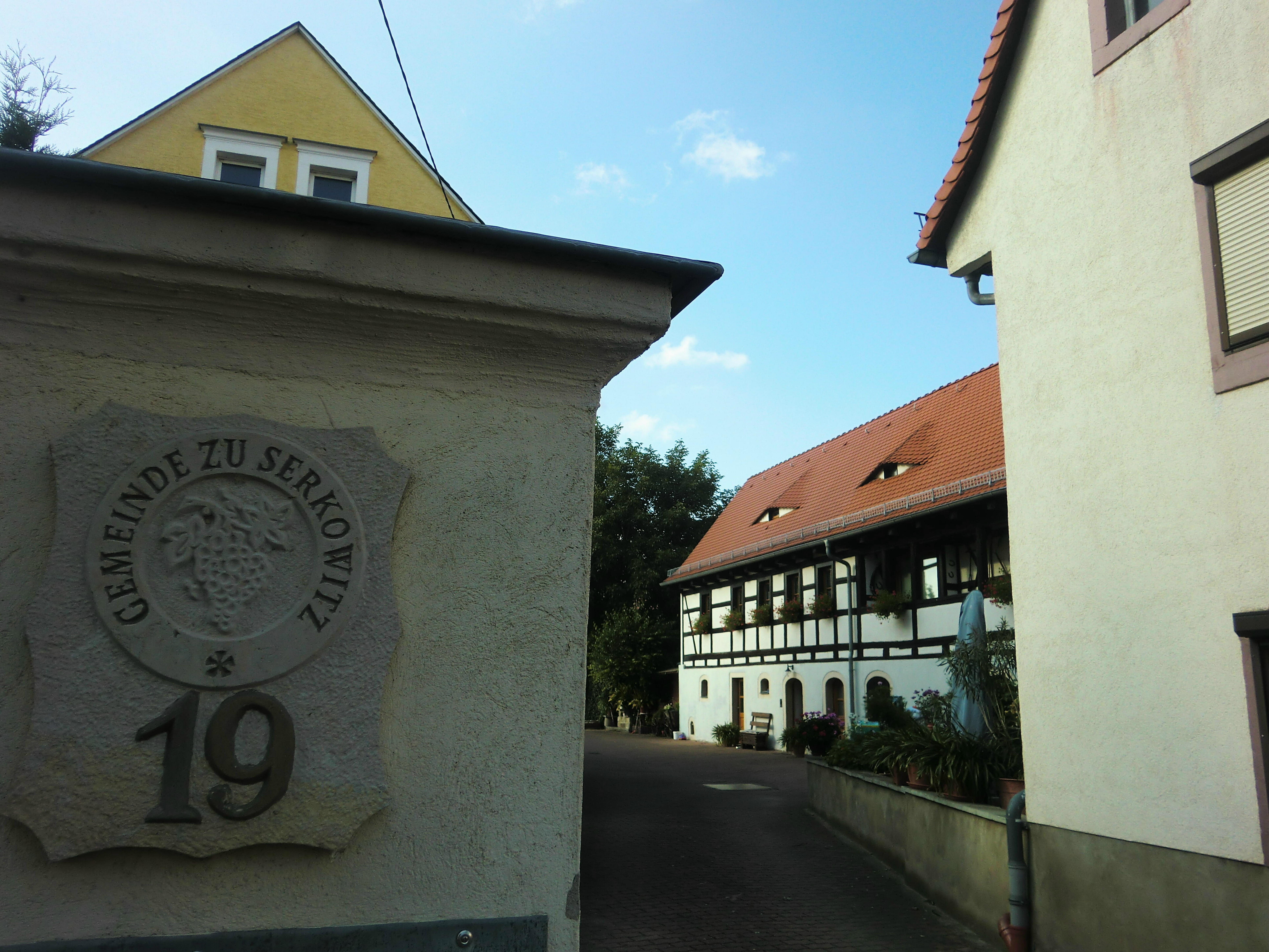
Kirchner-Hof, Blick auf die Oberlaube

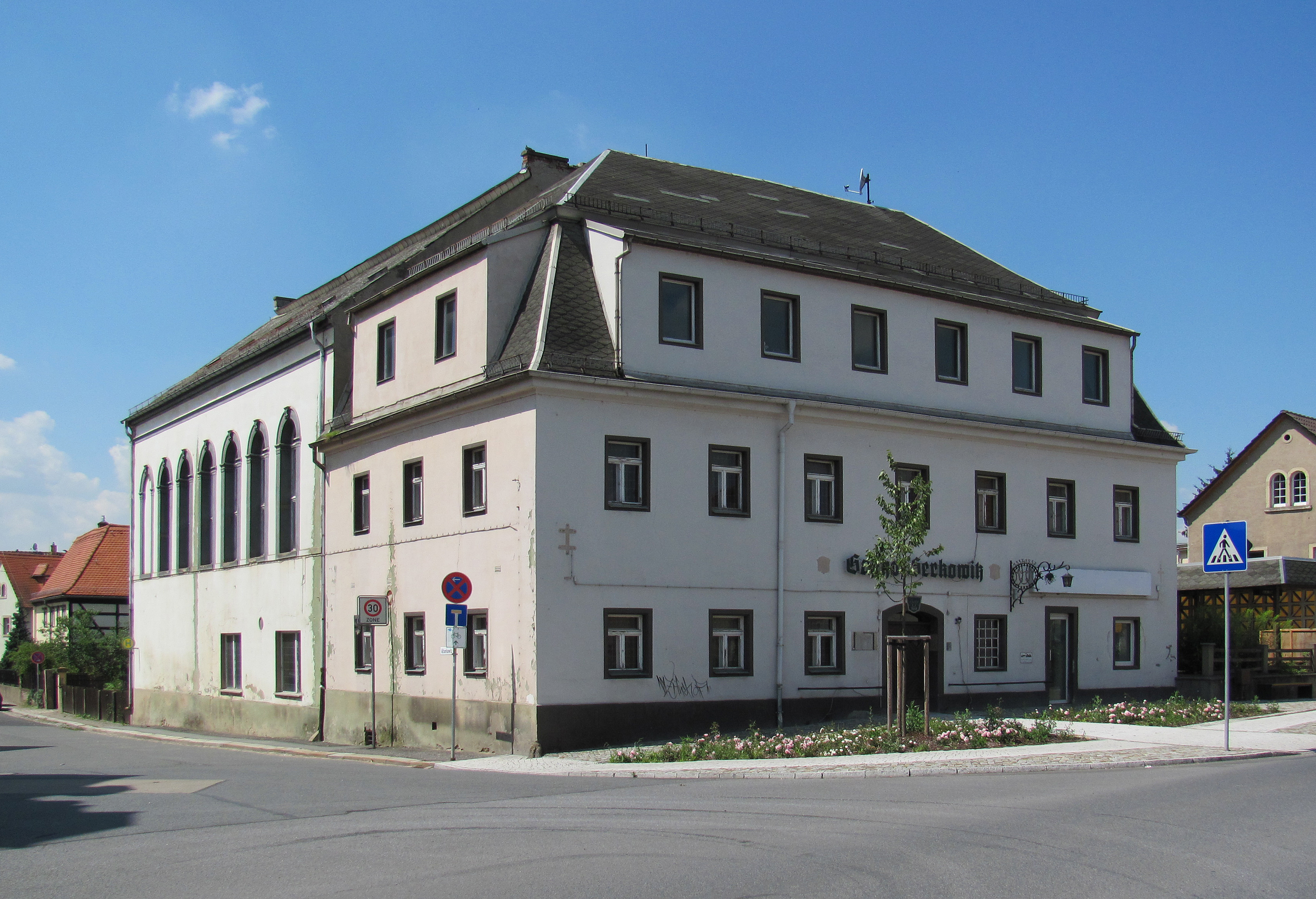
Kirchner-Hof links hinter dem Gasthof Serkowitz

Der Resthof ist nach der dort seit 1882 ansässigen Familie Kirchner benannt, die dort bis zum Anfang der 1960er Jahre Vieh- und Landwirtschaft betrieb. Seitdem werden die Räumlichkeiten zum Wohnen und als Nebenräume genutzt.

## Beschreibung
Der Kirchner-Hof ist ein ehemaliger Vierseithof, dessen hinten quer stehende Scheune bereits abgegangen ist. Das links etwas zurückgesetzt stehende, jüngere Wohnhaus stammt von 1893.
Denkmalgeschützt ist das rechts und vorn an der Straße stehende zweigeschossige Seitengebäude von um 1780 über L-förmigem Grundriss und mit ziegelgedecktem Satteldach. Der Hakenbau aus Stallgebäude und Auszugshaus ist zum Dorfplatz hin verputzt, ebenso der Giebel.
Der rechts im Hof stehende Teil des Seitengebäudes ist unten massiv, während das Obergeschoss Sichtfachwerk zeigt. Im rückwärtigen Teil des Seitengebäudes finden sich korbbogige Türgewände, im Dach Fledermausgauben. Im dort vorderen Teil findet sich eine „für die Region seltene Oberlaube“, die das Bauwerk baugeschichtlich bedeutend macht. Die Oberlaube wird durch eine im Gebäude stehende Stiege erschlossen, die zu dem Laubengang mit sieben offenen Fachwerkfeldern führt. Von dem Laubengang führen Türen zu Kammern, in denen früher Knechte, Mägde und Erntehelfer wohnten. Als Familie Kirchner noch Landwirtschaft betrieb, hingen in der luftigen Oberlaube „Mais, Zwiebeln, Tabak und Trockenblumen“, zudem an verregneten Tagen die Wäsche.